# Betty Miller (piloto)
Betty Jean Verret Miller (06 de abril de 1926 Venice, Los Angeles, Califórnia — 21 de fevereiro de 2018 (91 anos) Bountiful, Condado de Davis, Utah), foi a primeira mulher a fazer um voo solo cruzando o Oceano Pacífico, feito realizado em maio de 1963.

## Vida pregressa
Betty Miller nasceu em Venice, Califórnia, em 6 de abril de 1926, filha de Earday Verret e Bertha DeLay Verret, durante uma das piores tempestades de inundações vistas na cidade. Ela tinha duas irmãs, Merle e Phyllis.
Ela frequentou a Venice High School e foi atraída para um curso chamado "Radio Shop", tendo crescido na região da linha de tráfego do aeroporto de Santa Monica.

## Carreira
Depois de se formar, Betty ingressou na "Civil Aeronautics Administration" (atualmente FAA) como operadora de rádio e trabalhou em vários aeroportos no oeste dos Estados Unidos. Ela conheceu e se casou com Chuck Miller durante este tempo. Os Miller se estabeleceram em Santa Monica, Califórnia, onde possuíam e operavam a escola de voo "The Santa Monica Flyers".
Ela voava desde 1952 e se tornou a 38ª mulher a obter o brevê como piloto de helicóptero. Ela também foi instrutora, despachante, contadora e agendadora de manutenção na escola de voo "Santa Monica Flyers", bem como gerente do escritório.
Em 1961, ela se tornou a primeira mulher a voar sozinha em um helicóptero Hughes Model 269A, e também ajudou a definir padrões físicos para astronautas que ainda são usados hoje por aqueles que participam de testes físicos na Clínica Lovelace em Albuquerque, Novo México.
A escola de aviação "Santa Monica Flyers" tornou-se a base para o planejamento do voo histórico de Betty Miller no Pacífico. Com seu amigo Max Conrad como piloto de teste, eles se envolveram em voos de entrega de aeronaves. Trabalhando com William T. Piper, o fabricante das aeronaves Piper, o grupo concebeu um plano para Betty entregar um avião da Califórnia para a Austrália. Nenhuma mulher ainda havia realizado um vôo solo através do Pacífico. Max Conrad sugeriu que ela fizesse o vôo sobre o Pacífico e ajudou a projetar os tanques de combustível extras para o avião.
Após um planejamento significativo e vários atrasos devido a fatores climáticos, em abril de 1963, ela voou de Oakland, Califórnia, EUA para Brisbane, Queensland, Austrália, para entregar o avião (um Piper bimotor) a um comprador. O vôo também a tornou a primeira mulher a voar sozinha de Oakland, Califórnia para Honolulu, Havaí, o que ela fez em pouco mais de 17 horas.
Ela começou a primeira etapa do vôo épico em 25 de abril de 1963 (com sua boneca "Troll, Dammit" como um mascote da sorte) de Oakland, Califórnia, e levou mais de 17 horas para chegar a Honolulu. Em 5 de maio, ela deixou Honolulu para a segunda etapa de seu vôo para a Ilha Canton, depois Fiji e depois Nova Caledônia. Ela pousou em Brisbane, Austrália, em 13 de maio de 1963, Miller saiu do avião usando um vestido de algodão e salto alto para a alegria de uma grande multidão. O tempo total de vôo decorrido para o vôo sobre o Pacífico foi de 51 horas e 38 minutos.

## Prêmios
Em reconhecimento ao seu voo, Betty recebeu a Medalha de Ouro da Administração Federal de Aviação por Serviços Excepcionais do presidente Kennedy, e mais tarde o presidente Johnson a presenteou com o "Harmon International Trophy" de Aviador do Ano (1963).

## Vida pessoal
Betty Miller conheceu e se casou com seu marido, Charles Miller, conhecido como Chuck, quando ela trabalhava em Wendover para a "Civil Aeronautics Administration". Eles se conheceram quando Chuck falou com ela pelo rádio no aeroporto de Wendover para relatar um incêndio causado por um meteorito que ele viu quando estava voando sobre o deserto. Eles saíram para encontrar o meteorito e guardaram um pedaço da rocha como uma lembrança de seu primeiro encontro.
Betty Miller era membro dos clubes "Ninety-Nines" e "Whirly Girls", que reúnem pilotos do sexo feminino.
Na aposentadoria Betty Miller tornou-se uma artista. Depois que Chuck morreu, ela se mudou para Ocala, Flórida, e depois se mudou para Bountiful, Utah em 2012 com seu papagaio de nuca amarela, Paco.
Betty Miller morreu em 21 de fevereiro de 2018, aos 91 anos.